# Сі (річка)
Сі (фр. scie, вимова "сі") — річка, яка тече з плато південної Пеі-де-Ко в Приморській Сені у Нормандії в Ла-Манш. Її довжина складає 38 км.
Річка бере свій початок в Сен-Віктор-л'Аббе і проходить через Оффе, Сен-Маклу-де-Фольвіль, Лонгвіль-сюр-Сі, Аннвіль-сюр-Сі, Еглевіль-сюр-Сі, Сент-Обен-сюр-Сі і нарешті Ото-сюр-Мер. 

## Економіка
У минулому річка мала 43 водяні млини, які працювали механічно для переробки пшениці, бавовни, таніну та льону для білизни. На сьогоднішній день залишилися два млини: в Сен-Макло-де-Фольвілі ("Le moulin de l'arbalete" дослівно Арбалетський млин) та в Оффе. Сьогодні діяльність долини включає виробництво яблук та сидру. 